# Oskar Hagström
Johan Oskar Hagström, född 21 mars 1860 på Åholmen i Bettna socken, död 7 juni 1922 i Västra Ämterviks socken, var en svensk präst och botaniker.
Oskar Hagström var son till fiskeriarrendatorn Carl Johan Hagström. Han avlade mogenhetsexamen i Nyköping 1879 och studerade sedan vid Uppsala universitet, där han avlade teoretisk teologisk examen 1882 och praktisk teologisk examen 1883. År 1883 prästvigdes han och tjänstgjorde därefter några år i Karlstads stift. Hagström var predikant och religionslärare vid åkerbrukskolonin Hall nära Södertälje 1891–1900 och var sedan verksam i Värmland. 1899 utnämndes han till komminister i Lysvik, 1910 till kyrkoherde i Västra Ämtervik och 1917 till kontraktsprost i Fryksdals kontrakt. Hagström var en framstående botaniker och förvärvade stort anseende som den främste kännaren av vissa fanerogama vattenväxter, särskilt av natar, där han upptäckte ett antal nya arter från olika länder. Bland hans främsta arbeten märks det omfattande Critical researches on the Potamogetons (Vetenskapsakademiens handlingar 1916). Han behandlade de svenska natarna i Carl Lindmans Svensk fanerogamflora (1918). Hagströms samlingar kom att överlämnas till Naturhistoriska riksmuseet. Han är begravd på Västra Ämterviks kyrkogård.